# 京瓷
京瓷（日语：／ Kyōsera */?）是源於日本的跨國科技公司，由稻盛和夫創立於1959年，總部位於日本京都市伏見區。其以精密製陶起家，目前以生產電子製品為事業主力。

## 歷史
- 1959年：在京都市建立公司总部和工厂，生产精密陶瓷，公司名為「京都陶瓷株式會社」（京都セラミック株式会社）。
- 1960年：在东京开设办事处。
- 1963年：在滋贺县开设工厂。
- 1968年：在美国加利福尼亚州开设常驻办事处。
- 1971年：在大阪证券交易所及京都证券交易所上市。
- 1972年：在东京证券交易所第2市场部上市。
- 1977年：香港当地法人Kyocera（Hong Kong）Ltd.（现Kyocera Asia Pacific Pte. Ltd. ）开始营业。
- 1981年：设立京瓷办公设备株式会社。
- 1982年10月：公司名稱改為現名。
- 1984年：在千叶县佐仓市设立太阳能中心。
- 1995年：在中国成立上海京瓷电子有限公司。
- 2001年：销售额突破1兆日元。

## 主要产品
- 手机、PHS。

主要为KDDI、au、Willcom等移动通信供应商生产手机。
- 太阳能发电系统。
- 珠宝饰品。
- 摄影：Yashica、CONTAX（2005年退出攝影器材行业）
- 半導體、電子零件
- 材料
- 事務機器（印表機、多功能事務機）
- 陶瓷刀具